# Kish Mauve
Kish Mauve britanski je elektro pop glazbeni sastav. Formiran je 2005. godine u Londonu, a članovi su mu Mima Stilwell (vokali) i Jim Eliot (sintsajzer, vokali).
Sastav je objavio svoj debitantski EP, Kish Mauve EP, u srpnju 2005. godine u izdanju diskografske kuće Sunday Best Recordings. Kish Mauve su u ožujku 2009. godine izdali svoj debitantski album, Black Heart.
Glazba od sastava Kish Mauve uključena je u mnoge televizijske emisije i reklame. Nekoliko njihovih pjesama pojavile su se u američkoj televizijskoj seriji Dirty Sexy Money, pjesma "Can't Get Enough" uključena je u Rimmelovu televizijsku reklamu, a Dell je koristio njihovu inačicu pjesme "2 Hearts" u kompjuterskoj reklami.
Sastav je jednim dijelom poznat zbog svojih suradnji s australskom pjevačicom Kylie Minogue. 2007. godine, napisali su i producirali obradu svoje pjesme "2 Hearts" za Kylie Minogue, a pjesma je dospjela na prvo mjesto u Australiji i 4. mjesto u Ujedinjenom Kraljevstvu. Minogue je također pomogla u pisanju pjesme "You Make Me Feel" koju su oni snimili, ali nije stavljena na album X. 2010. godine napisali su i pomogli u produciranju pjesme "All the Lovers", najavnog singla za Minoguein album Aphrodite.

## Diskografija
Singlovi/EP-ovi:
- 2005: Kish Mauve EP
- 2006: "Modern Love"
- 2008: "Lose Control"
- 2009: "Come On" / "Morphine"

Albumi:
- 2009: Black Heart

## Vanjske poveznice
- Službena web stranica  Arhivirana inačica izvorne stranice od 2. prosinca 2009. (Wayback Machine)
- Službeni Myspace